# Acronicta maxima
Acronicta maxima là một loài bướm đêm trong họ Noctuidae.